# Comuna de Opalenica
Opalenica (polaco: Gmina Opalenica) é uma gminy (comuna) na Polónia, na voivodia de Grande Polónia e no condado de Nowotomyski. A sede do condado é a cidade de Opalenica.
De acordo com os censos de 2004, a comuna tem 15 602 habitantes, com uma densidade 105,6 hab/km².

## Área
Estende-se por uma área de 147,69 km², incluindo:
- área agricola: 67%
- área florestal: 25%

## Demografia
Dados de 30 de Junho 2004:
|                      | Total   | Total | Mulheres | Mulheres | Homens  | Homens |
| -------------------- | ------- | ----- | -------- | -------- | ------- | ------ |
|                      | pessoas | %     | pessoas  | %        | pessoas | %      |
| População            | 15 602  | 100   | 7913     | 50,7     | 7689    | 49,3   |
| Densidade (pop./km²) | 105,6   | 100   | 53,6     | 53,6     | 52,1    | 52,1   |

De acordo com dados de 2002, o rendimento médio per capita ascendia a 1436,06 zł.

## Subdivisões
- Dakowy Mokre, Jastrzębniki, Kopanki, Kozłowo, Łagwy, Łęczyce, Niegolewo, Porażyn, Porażyn-Dworzec, Rudniki, Sielinko, Terespotockie, Troszczyn, Urbanowo, Uścięcice, Wojnowice.

## Comunas vizinhas
- Buk, Duszniki, Granowo, Grodzisk Wielkopolski, Kuślin, Nowy Tomyśl